# Ernesto Chaparro
Ernesto Chaparro Esquivel (1901. január 4. – 1957. július 10.), chilei válogatott labdarúgó.
A chilei válogatott tagjaként részt vett az 1928. évi nyári olimpiai játékokon és az 1930-as világbajnokságon.

## Külső hivatkozások
- Ernesto Chaparro a FIFA.com honlapján Archiválva 2015. február 6-i dátummal a Wayback Machine-ben